# Серая (приток Шерны)
Серая — река в Александровском районе Владимирской области, левый приток Шерны.
Длина реки — 60 км, площадь водосборного бассейна — 381 км².
Берёт начало у деревни Копылиха. Протекает через города Александров, Карабаново и рядом с посёлком Балакирево, а также деревней Красная Роща (Владимирская область). Сливаясь с рекой Молокча, образует реку Шерна в районе железнодорожной станции Бельково на высоте 143,6 м над уровнем моря.
Имеет правый приток — реку Нюньгу, которая впадает в Серую в полутора километрах вниз по течению от Старой Слободы.
В нижнем течении Серая — довольно узкая и извилистая речка.

## Галерея

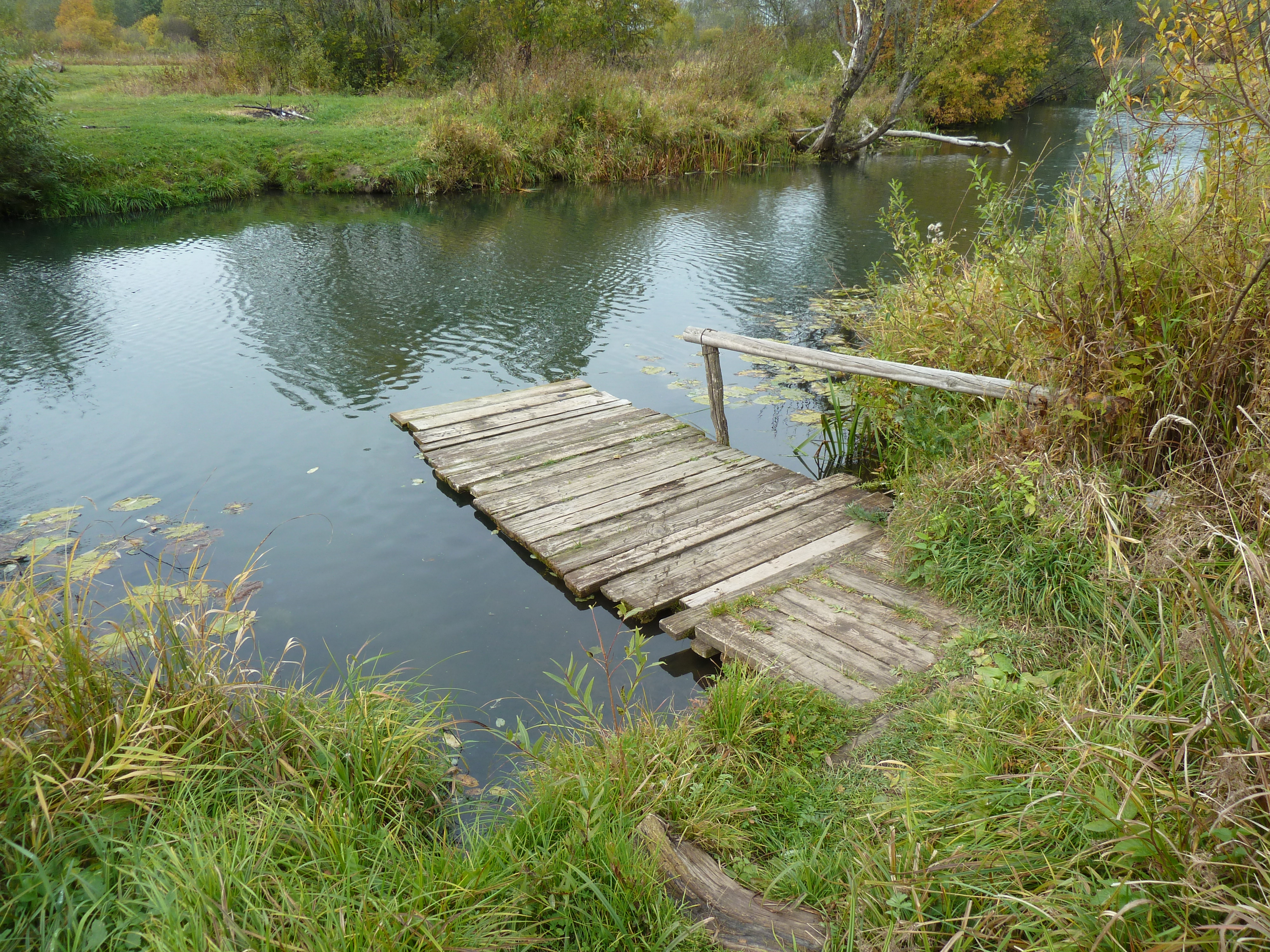
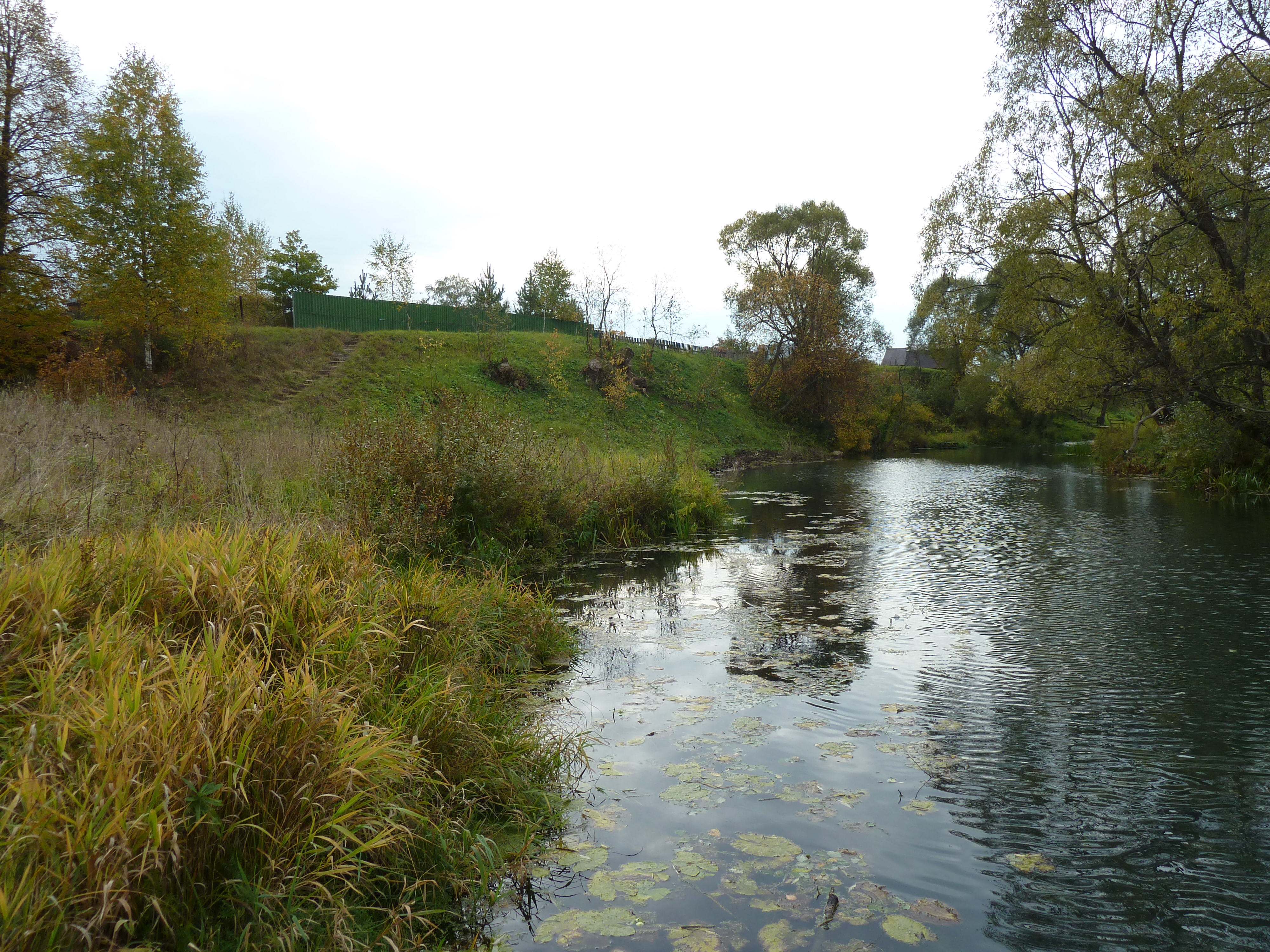
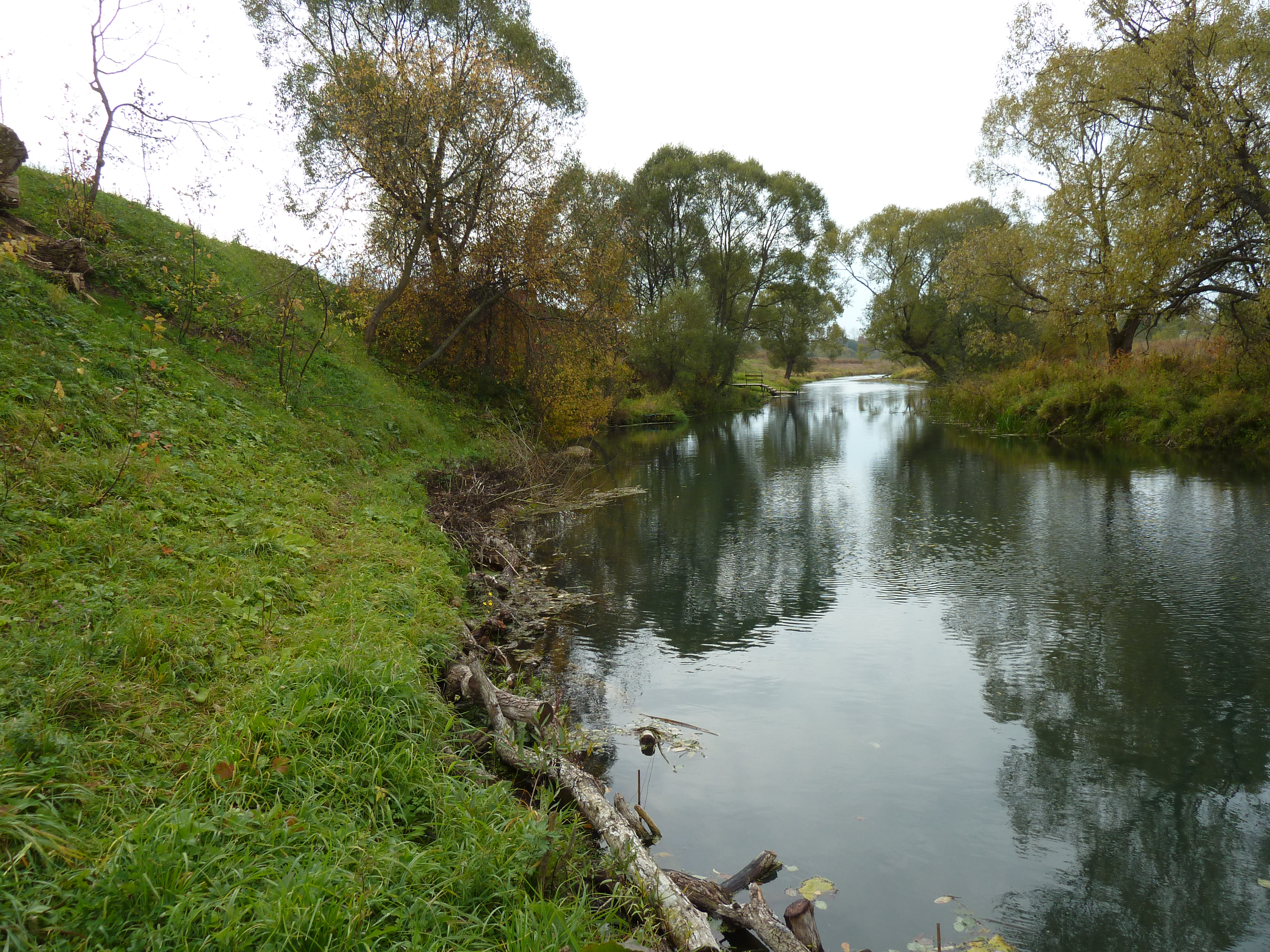
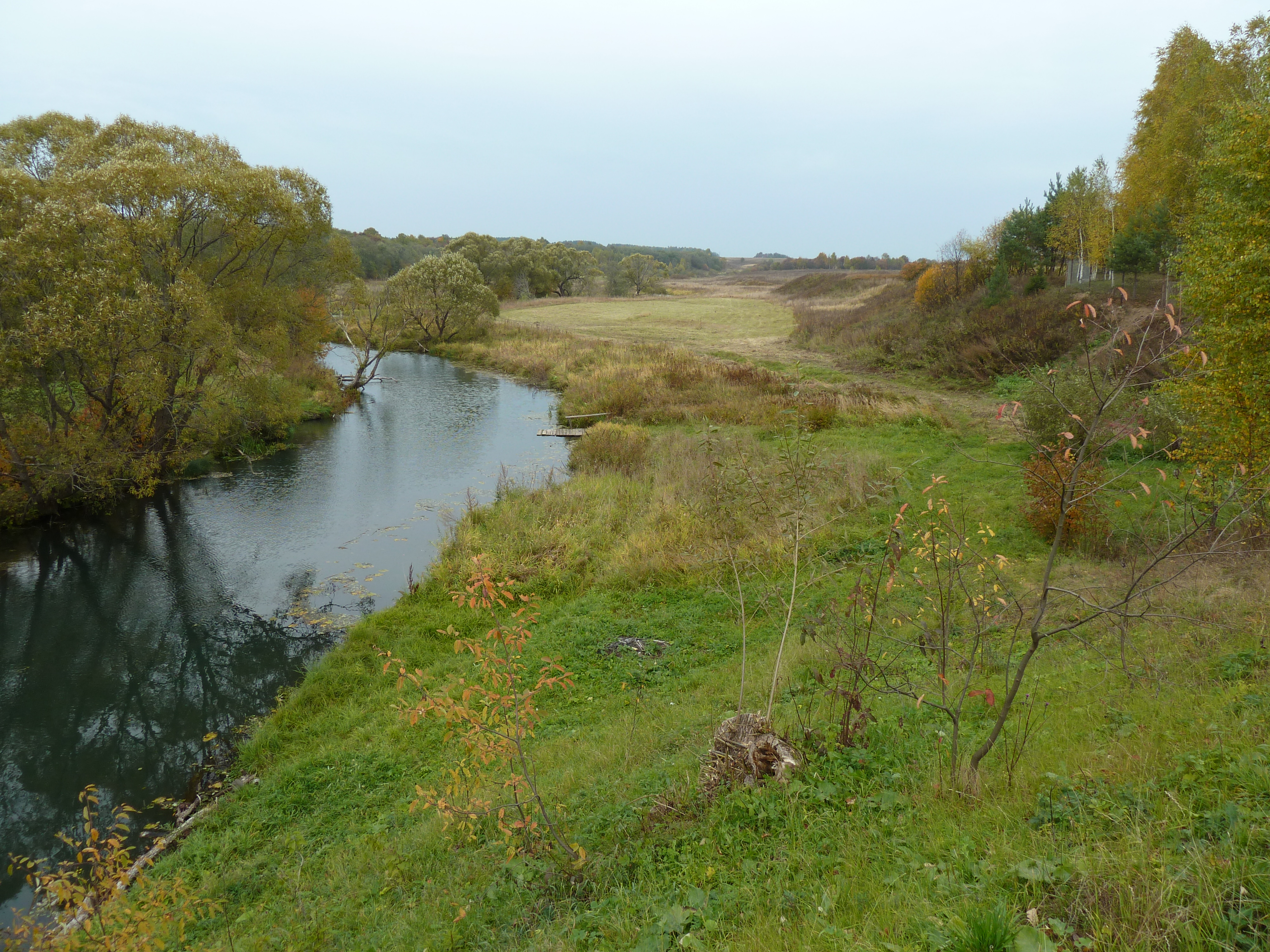